# Georges-Maurice Dyens
Georges-Maurice Dyens (Túnez, 18 de marzo de 1932-Quebec, 23 de julio de 2015), conocido como Maurice Dyens o Georges Dyens, fue un escultor francés y profesor, residente en Quebec y Nueva York.

## Datos biográficos
Gana el Premio de Roma de escultura con el relieve titulado "Naissance du jour."
Permanece pensionado como residente de la Villa Médici de Roma, entre 1962 y 1965., siendo Balthus director de la Academia de Francia en Roma.
Bienal de París y Premio de la Crítica Alemana. Representó a Francia en numerosas exposiciones internacionales: Bienal de Nueva Delhi, la Exposición Internacional de Escultura Contemporánea, Museo Rodin (París) y el Simposio Europeo de Escultores (Berlín).
Profesor de escultura en la Universidad de Quebec desde 1969.
De 1971 a 1981 fue curador del Centro Bronfman Saidye en Montreal, donde organizó varias exposiciones de arte contemporáneo de renombre internacional como Nueva York Avant-Garde y la Bienal de Quebec.
En 1980, se sintió atraído por la luz etérea de la holografía (una imagen en tres dimensiones producidos con un láser). En 1981, creó el primer "holosculpture, la instalación incorporando música, la luz, la holografía, la escultura y el desarrollo en el tiempo y el espacio a través de un programa regulado por ordenador. Por lo tanto, es considerado un pionero en el arte holográfico y recibe, entre otras cosas, las becas de investigación del Consejo de las Artes, del Departamento de Asuntos Culturales de Quebec, de la Universidad de Quebec en Montreal, de la Fundación Rockefeller la , la Fundación David Bermant en Nueva York, la Fundación Laflamme-Hoffman (Nueva York) y el Museo de Holografía (Nueva York).
En 1984 fue nombrado artista residente en el Museo de Holografía en Nueva York, donde continúa su búsqueda de la integración holográfica.
En 1987, 1990 y 1992 fue invitado a exponer sus obras en "Imágenes del Futuro", Exposición Internacional de Arte y Tecnología, organizado anualmente por la Ciudad de las Artes y las Nuevas Tecnologías de Montreal.
En 1988, participó en la temporada de arte en Nueva York con dos exposiciones individuales en el Museo de Holografía y el Museo de alternativas.
En 1990 fue invitado a exponer en Europa BIG BANG II, una de sus obras más importantes, en primer lugar en Múnich, a continuación, en el Centro Nacional de Arte y Tecnología en Reims (Francia). El mismo año expuso en "ARTWARE" (Hannover) una serie de holosculpture.
Desde 1987 ha creado varias obras públicas la integración de los monumentos material holográfico en todo Canadá (por ejemplo en Joliette 1989) y representó a Canadá en varias exposiciones. 
Desde 1990 es investigador a cargo de la Sección de Arte La holografía en GRAM (grupo de investigación Media Arts). El MIT-Press (Massachusetts Institute of Technology) ha publicado una enciclopedia de la terminología y un hipermedia holográfica sobre el mismo tema.
Desde 1992 su nombre apareció en el Quién es Quién en el Este (Nueva York), Who's Who in American Art (Nueva York), Who's Who in International Art (Lausana) y la intercomunicación de datos del Centro Base (Tokio).
Desde 1993, es orador invitado en el Centro Europeo de la tecno-cultura (Universidad de Dauphine, París). El mismo año fue nombrado miembro correspondiente de la Academia Europea de Ciencias, Artes de París.
En 1994 recibió el Premio de la Fundación Shearwater (EE. UU.) para la excelencia en la producción holográfica. El mismo año fue invitado por el Museo de Arte de Misisipi, como representante de Canadá en una exposición que ha pasado por diez museos estadounidenses.
En 1995, expuso solo en el International Art + Com galería en París y fue invitado a presentar su trabajo en ISEA '95 (Simposio Internacional de Arte Electrónico). El mismo año, el Museo de Quebec tiene una exposición individual de sus obras al público canadiense.
UNESCO, París, presentó su trabajo en el evento, la Ciencia de las Artes en 1997.
En 2000, fue invitado a exponer su trabajo LUMIA, la exposición internacional dedicada a la luz, que se celebró en el Museo de Copenhague (Dinamarca).
En 2002, Dyens ha producido la única Enciclopedia Internacional de arte holográfico en un CD-ROM (holografía, el Real 3D Virtual Images) a través de dos subvenciones de la Fundación Shearwater (EE. UU.). Este CD-ROM incluye el trabajo de más de un centenar de artistas.
El mismo año, Dyens ha sido elegido como uno de los 50 investigadores de la Universidad de Concordia y UQAM para unirse a una de las más importantes instituciones de arte y la tecnología, hexagrama. Desde ese día recibió en 2002 y 2003, dos becas de la institución para desarrollar sus investigaciones sobre un nuevo método llamado Holophotogramme holográfica integrar la fotografía y la holografía.
En 2003 fue elegido como miembro activo del CIAM (Centro Interuniversitario Media Arts), dirigido por el profesor Louise Poissant. El mismo año, el Musée du Bas-Saint-Laurent ha lanzado el "espacio Georges Dyens" cuando una obra importante de su producción está en exhibición permanente.
En 2002 y 2004 fue seleccionado como artista residente en el prestigioso Centro para las Artes holográficas en Nueva York.

## Obras
Entre las mejores obras de Maurice Dyens podemos citar:
- Naissance du jour - Nacimiento del día, (1960), bajorrelieve en yeso,  realizado como alumno de la ENSBA, donde se conserva y que le valió el premio de Roma[4]
- BIG BANG II
- LUMIA
- Vertigo Terrae, instalación de holografía y música en el musee-du-bas-saint-laurent[8] Bas-Saint-Laurent, Montreal

## Museos
Muchas de sus obras han entrado en las colecciones privadas y públicas, incluyendo el Museo de Arte Moderno de París, el Musée d'Art Contemporain de Montreal, Museo de la Holografía de Nueva York, del MIT, Museo de la Ciudad Montreal, Museo de las Ursulinas y el Musée national des beaux-arts de Quebec.